# 福富雅之
福富 雅之（ふくとみ まさゆき、1978年12月13日 - ）は、日本の作曲家、編曲家、スタジオ・ミュージシャン、マニピュレーター、ギタリスト。富山県富山市出身。

## 人物
2003年、妻の藤本記子とのユニット「Boh Bah」でキングレコードよりメジャー・デビュー。
アーティスト活動を経て作曲家、スタジオ・ミュージシャンとして活動。2016年より、藤本との音楽制作集団「Nostalgic Orchestra」として楽曲提供活動をしている。2018年よりリスナーと共に「音の学び」を通して「音を楽しむ」イベント『キノコ音学校』を開始。

## 参加作品
- THE IDOLM@STER

「微笑み日和」（作曲・編曲）
「君想いBirthday」（作曲・編曲）
「嘆きのFRACTION」（編曲）
「カワラナイモノ」（編曲）
「あのね、聞いてほしいことがあるんだ」（編曲）
「GREEDY GIRL」（編曲）
「恋花」（作曲・編曲）
「choco fondue」（編曲）
「ヨーイドン!!」（編曲）
「.Closet Fashion Lover」（編曲）
「空想文学少女」（作曲・編曲）
「君だけの欠片」（編曲）
「求ム VS マイ・フューチャー」(編曲）
「初恋バタフライ」（編曲）
「ドリームトラベラー」（編曲）
「Q&A」（編曲）
「どっきり☆ハピバ」（編曲）
「LOOK THE SKY」（編曲）
「夕風のメロディー」（ギター）
「アライブファクター」（編曲）
「たしかな足跡」（編曲）
「Dreamscape」（編曲）
「ゲキテキ！ムテキ！恋したい！」（編曲）
「リフレインキス」（編曲）
「ハミングバード」（編曲）
「あめにうたおう♪」（編曲）
「はなしらべ」（編曲）
「Princess Be Ambitious!!」（編曲）
「WE ARE ONE!!」（編曲）
「スノウレター」（編曲）
「Girl meets Wonder」（編曲）
「百花は月下に散りぬるを」（編曲）
「矛盾の月」（編曲）
「クルリウタ」（編曲）
「MUSIC JOURNEY」（作曲・編曲）
「Clover's Cry ～神と神降ろしの少女～」（作曲・編曲）
- 魔法つかいプリキュア!

「憧れは魔法にのせて」（編曲）
「ドリーム☆アーチ」（編曲）
「はなまるの方程式」（編曲）
「オレンジア」（編曲）
「そらいろ」（編曲）
「キラメキふたつ星」（編曲）
「魔法アラ・ドーモ!（Rainbow Parade MIX）」（編曲）
「ドリーム☆アーチ」（編曲））
「手のひらのおくりもの」（編曲）
- 映画 魔法つかいプリキュア! 奇跡の変身!キュアモフルン!

「ふたつのねがい」（編曲）
- キラキラ☆プリキュアアラモード

「レッツ・ラ・クッキン☆ショータイム」（編曲）
「おっかしーなパティスリー」（編曲）
「愛とときめきのマカロナージュ」（編曲）
「はらぺこ☆ハピデコ♡ドーナツ」（編曲）
「からめるでいず」（編曲）
「レッツ・ラ・クッキン☆ショータイム〜キラキラ☆パティスリー・バージョン〜」（編曲）
「ススメ！スイーツウェイ」（編曲）
「ウサギフト」（編曲）
「We're KIRA Party!!」（編曲）
- HUGっと!プリキュア

「We can!! HUGっと!プリキュア」（作曲・編曲）
「イマージュの翼」（編曲）
「We can!! HUGっと!プリキュア(Long Intro ver.)」（作曲・編曲）
「ハグはぎゅマジック」（編曲）
「おどろきカンゲキ☆ドンとハリー!」（編曲）
「キミとともだち」（編曲）
「キミとともだち（One For All, All For One Ver.）」）（編曲）
- スター☆トゥインクルプリキュア

「キラリ☆彡スター☆トゥインクルプリキュア」（編曲）
- ヒーリングっど♥プリキュア

「LOVE FOR ALL」（編曲）
- のんのんびより りぴーと

「おゆうぎするん〜あわれぽんぽこ節〜」（編曲）
「こだまことだま」（編曲）
「エバーグリーンサマー」（編曲）
「にゃんぱす行進曲」（編曲）
「センチメンタルに憧れて」（編曲）
「ヤルキガナイヤ」（編曲）
「レター・フロム・マイ・カントリー」（編曲）
「姉妹ライフトーキング」（編曲）
「となりっこいなかっこ」（編曲）
- ラブライブ!

「知らないLove*教えてLove」（編曲）
- ガールズ&パンツァー

「Queen of Quality Season」（編曲）
- プリンセス・プリンシパル

「Into the Sky」（編曲）
- ワンド オブ フォーチュン 2 FD

「プリズムタイム」（編曲）
「奇跡」（作曲・編曲）
- 機動戦士ガンダムAGE

「HOME HEART」（編曲）
- 神様のメモ帳

「Another sky」（編曲）
- Another

「世界の叫びを聴いたことありますか？」（作曲・編曲）
- 変態王子と笑わない猫。

「変態王子の飾らない歌」（編曲）
- コードブレイカー

「restrain=freedom」（作曲・編曲　※服部隆之共作）
「5rake the Darkness?」（作曲・編曲）
- パズル&ドラゴンズ

「Dragon's Den (MORE ROCK!)」（マニピュレート）
「Future Gate(MORE ROCK!)」（サウンドデザイン）
- 岡本信彦

「次は君が主役の番だ」（サウンドデザイン）
- 繰繰れ! コックリさん

「NO 麺 NO LIFE!!〜能面のライフ〜」（編曲）
- 月刊少女野崎くん

「君の瞳に怯えてる」（編曲）
- 未確認で進行形

「Eternal My Sister」（編曲）
「ちゃおちゃお♡ドルチェ」（編曲）
- のうりん

「君と✳︎にゅう✳︎DAY♡」（編曲）
- 干物妹!うまるちゃん

「そいだばね」（編曲）
- 干物妹!うまるちゃんR

「いつかきっと」（編曲）
- 灰と幻想のグリムガル

「おっきめどりいむ」（編曲）
- 三者三葉

「マヨってTo Heart!」（編曲）
- ももくり

「アイ・ドン・ノウ」（編曲）
- 学園ベビーシッターズ

「おしえてョ」（編曲）
- nano.RIPE

「神様」（編曲）
「アポロ」（編曲）
「こだまことだま」（編曲）
「希望的観測」（編曲）
「ティーポットのかけら」（編曲・ピアノ）※ディレクターで参加
「システム」（編曲）※ディレクターで参加
「こだまことだま」（編曲）※ディレクターで参加
「ティーポットのかけら」（編曲）※ディレクターで参加
「スノードロップ」（編曲）※ディレクターで参加
「在処」（編曲）※ディレクターで参加
「ものがたり」（編曲）※ディレクターで参加
- 上坂すみれ

「我旗の元へと集いたまえ」（サウンドデザイン）
「愛々々宣言」（サウンドデザイン）
- 豊田萌絵

「フレンズ(cover)」（編曲）
- 伊藤かな恵

「未来記念日」（作曲・編曲）
「片想い」（編曲）
「SHOWER!!」（編曲）
「掌」（編曲）
「くりかえして」（作曲・編曲）
「アンバランス」（編曲）
「うまれたしるし」（編曲）
- 小野大輔

「Key of the mirror（inst.）」（編曲）
「プルマ・シエロ」（編曲）
「Doors」（ギター）
「カラフルレンズ」（編曲）
- 渕上舞

「予測不能Days」（編曲）
「Cute♡Appeal」（編曲）
「予測不能Days」（編曲）
- 大原ゆい子

「旅立ちの風」（編曲）
「ラブビーム中」（編曲）
「からっぽになりたい」:「月より綺麗だった」（編曲）
- 梶裕貴

「HOME」（作曲・編曲）
- 釘宮理恵

「ハネ・ウタ・アイ・ヒト」（作曲・編曲）
「夢の中」 （作曲・編曲）
- Rita

「風の吹く方へ」（編曲）
- 能登有沙

「ミント」（編曲）:「NEXT STAGE」（作曲・編曲）
- 伊藤静

「EveryDay (Feeling Life Ver.)」（編曲）
- 伊藤賢治

「心のたからばこ」（ギター）
- 岸本早未

「Go! MY HEAVEN」（作曲）
- 滴草由実

「Baby fall in love」（作曲）
- 玉木宏

『抱きしめたい』「君へと」（編曲）
- SKE48

「青春は恥ずかしい」（作曲・編曲）
- さくら学院

「WONDERFUL JOURNEY」（編曲）
- イオンモール販促用ボサノバカバーシリーズ（編曲）